# ルイス・デ・セルケイラ
ルイス・デ・セルケイラ（Luis de Cerqueira、1552年 - 1614年2月20日）は、ポルトガル出身のイエズス会宣教師である。

## 経歴・人物
ベージャ県のアルヴィートゥに生まれる。14歳の頃にイエズス会に入会し、後に大学にて神学博士を取得した。1594年にリスボン第5代日本補佐司教に叙せられた後に派遣され、日本に向けて出航した。しかし、当時日本では1587年に出された豊臣秀吉によるバテレン追放令により、日本への入国が制限されていたため、翌1595年一旦マカオに滞留した。
その後来日に苦難を強いられたが、1598年9月5日（慶長3年8月5日）に同じイエズス会宣教師だったイタリア出身のアレッサンドロ・ヴァリニャーノらと共にようやく長崎に上陸した。来日後はヴァリニャーノらと共に日本人キリシタンの育成によるセミナリヨの開設や、江戸幕府の将軍だった徳川家康に伏見で謁見し、奴隷売買の禁止等、禁教令の撤廃やキリスト教の布教に携わった。また家康とセルケイラは畿内を中心に本多忠純や板倉勝重、細川忠興等多くの諸大名に教会の保護に貢献した。布教後も日本に滞在し、長崎で死去した。

## 主な著作物

### ポルトガル語著
- 『サカラメンタ提要』

### 日本語著
- 『秘跡の祝いの宝鑑』
- 『良心の尊貴なることの手引』